# رابرت ونچوری
رابرت چارلز ونچوری جونیور (Robert Charles Venturi, Jr.) معمار برجستهٔ آمریکایی بود. ونچوری منتقد و مخالف معماری کاملاً کارکرد گرا و طراحی های معماران نوگرا و متعصب بود.
او بیانیه ی مشهور خود، پیچیدگی و تناقض در معماری را در ۱۹۶۶ منتشر کرد.
در این کتاب با انتقاد از ساده انگاری معماری مدرن، به بحث درباره ی آنچه که
خود آن را « سرزندگی در هم بر هم » محیط مصنوع می نامید، پرداخت.
عبارت معروف او: « کم، کسل کننده است » پاسخی بود به ادعای میس وندروهه به عنوان نماینده ی نوگرایان که می گفت : « کم، بیش است».ونچوری برنده جایزه پریتزکر سال ۱۹۹۱ شده بود. او در سال ۲۰۱۸ بر اثر ابتلا به آلزایمر درگذشت.

## نگارخانه

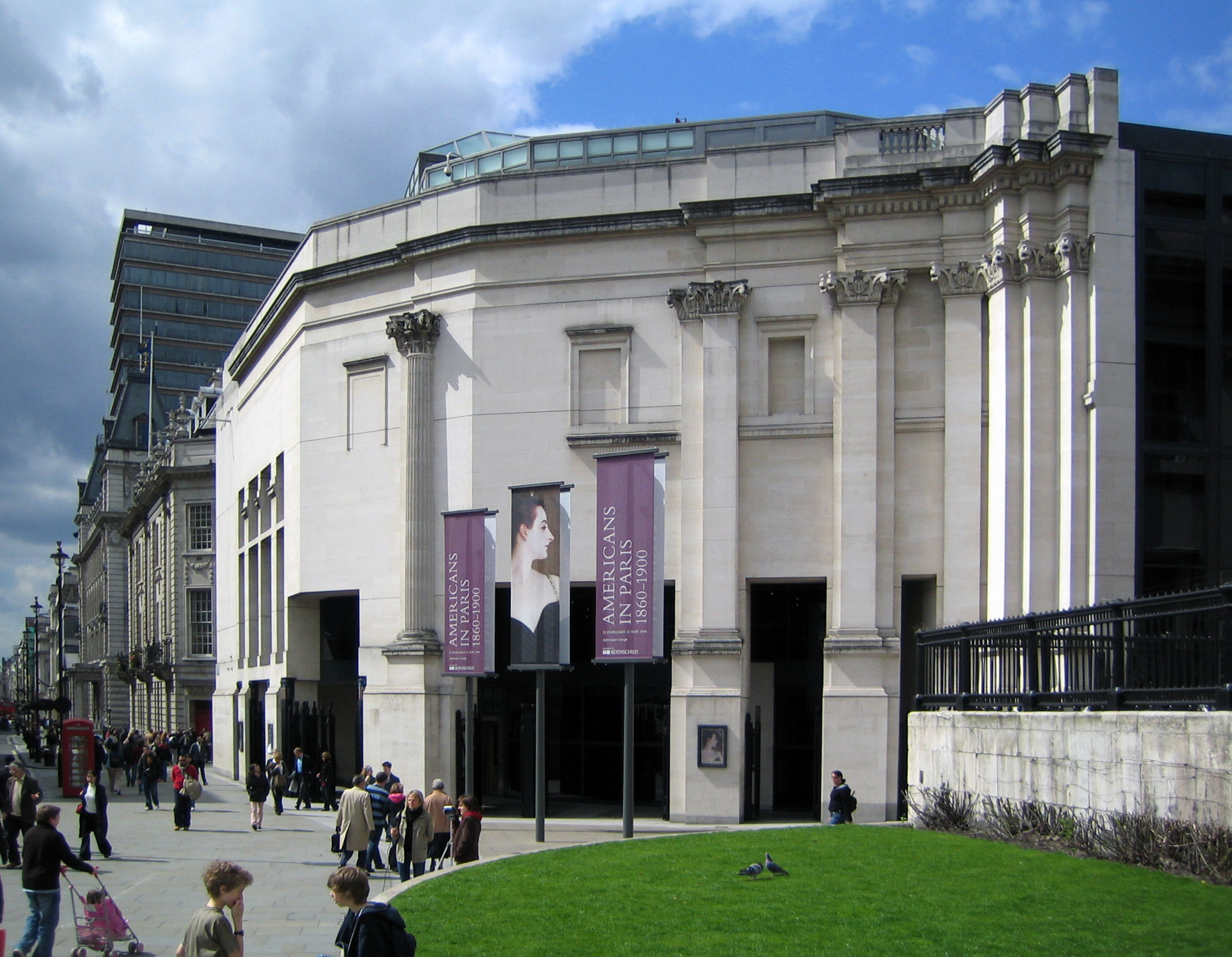
شاخه سینسبوری نگارخانهٔ ملی لندن
خانهٔ وانا ونچوری
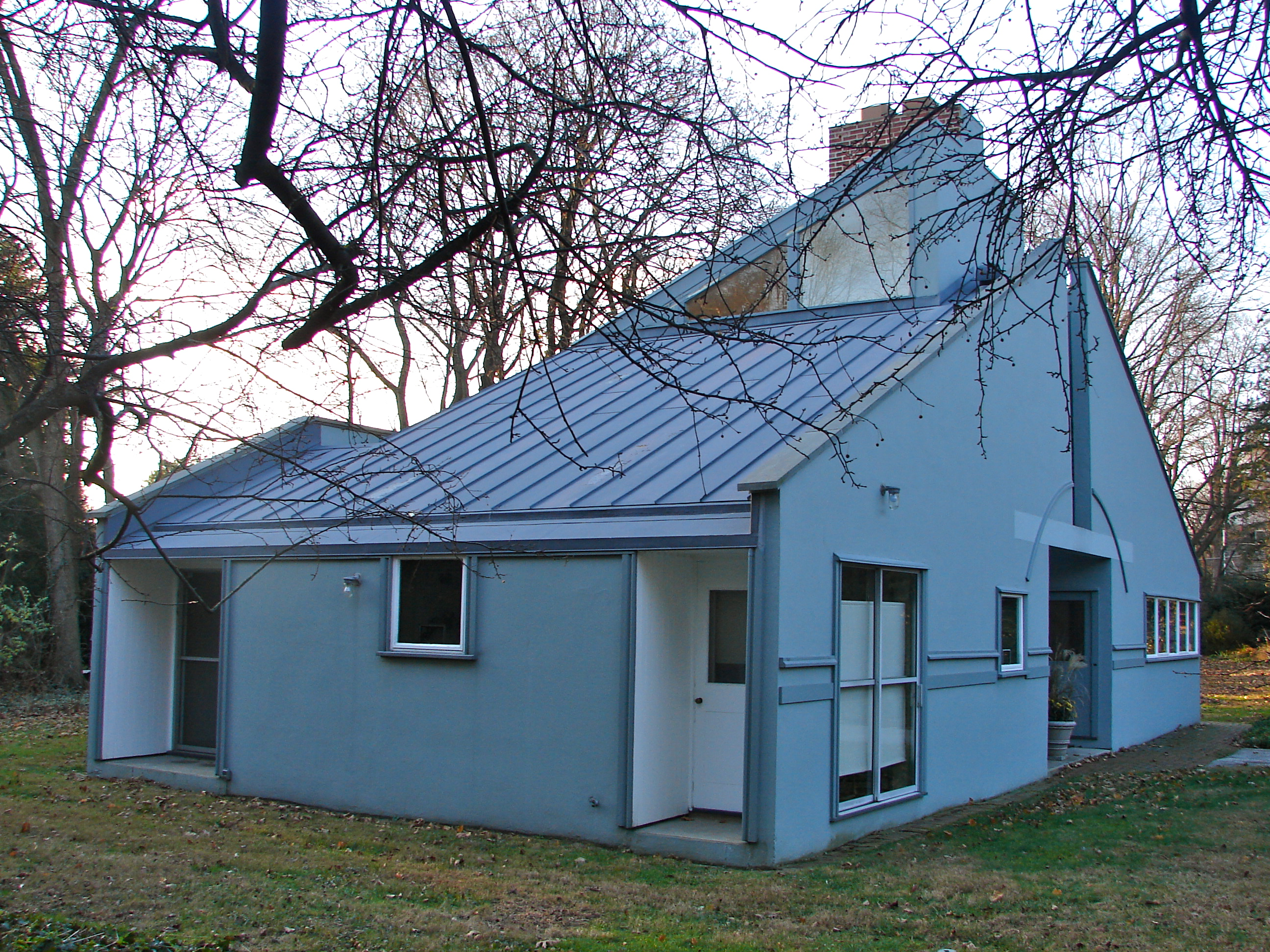
خانهٔ وانا ونچوری
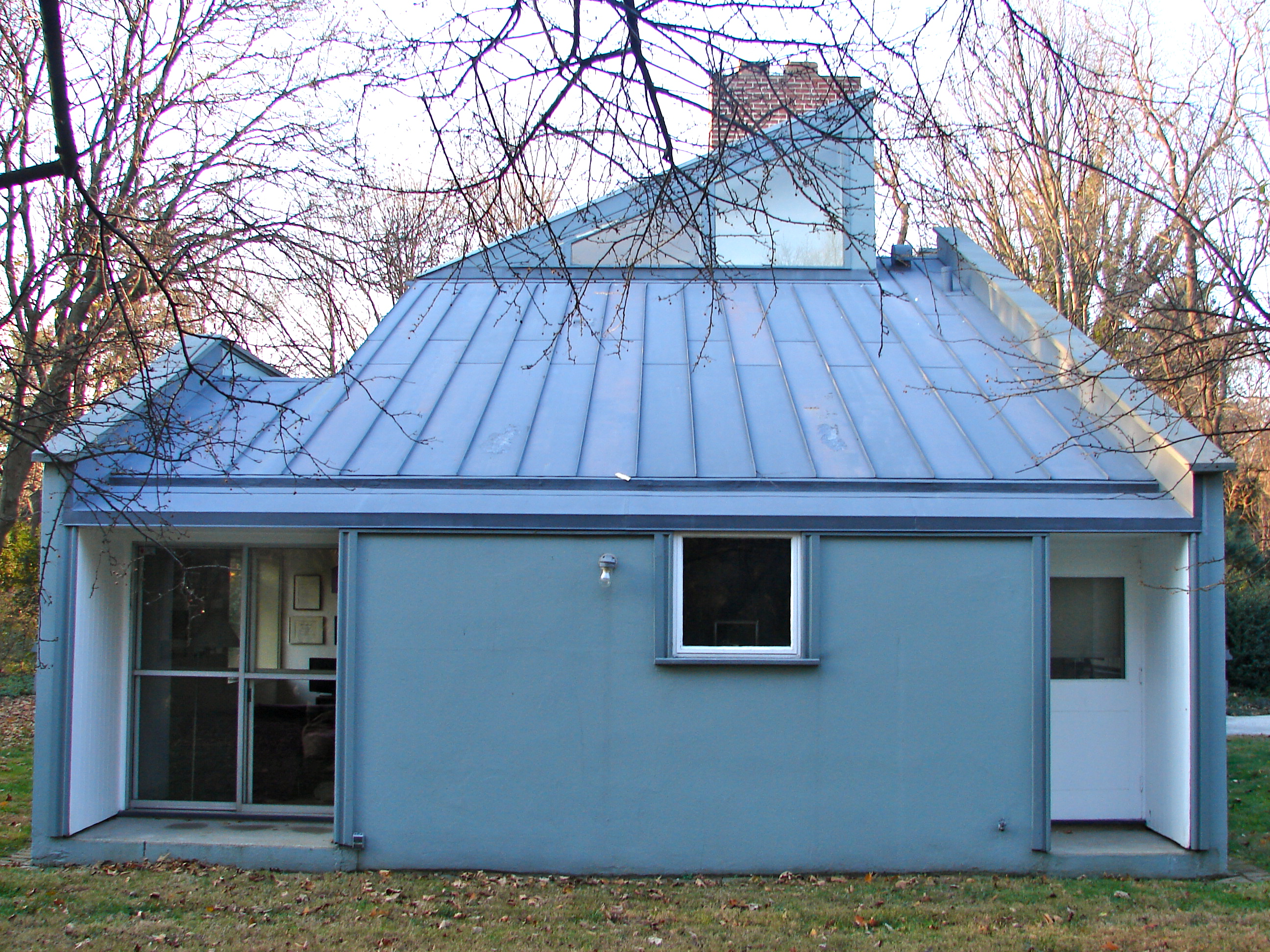
خانهٔ وانا ونچوری